# 축소 호몰로지
축소 호몰로지(reduced homology)와 축소 코호몰로지(reduced cohomology)는 호몰로지 군에 약간 수정을 가한 것이다.

## 배경
비어 있지 않은 위상 공간의 0차 호몰로지 군은 자명하지 않기 때문에 많은 경우에서 예외가 생길 수 있다. 예를 들어 가장 간단한 공간인 한원소 공간의 호몰로지는 0차에서만 {\displaystyle \mathbb {Z} }가 된다. 초구 {\displaystyle \mathbb {S} ^{n}}의 호몰로지도 n차와 별도로 0차에서 {\displaystyle \mathbb {Z} }이 된다.
{\displaystyle \operatorname {H} _{k}(\{\bullet \})={\begin{cases}\mathbb {Z} &k=0\\0&{\text{otherwise.}}\end{cases}}}
{\displaystyle \operatorname {H} _{k}(\mathbb {S} ^{n})={\begin{cases}\mathbb {Z} &k=0,n\\0&{\text{otherwise.}}\end{cases}}}
만약 0차 호몰로지 · 코호몰로지 군의 {\displaystyle \mathbb {Z} }이 하나 줄어들 수 있다면, 편의상 이점이 생길 것이다.

## 정의
보통의 호몰로지는 다음과 같은 사슬 복합체에서 {\displaystyle \operatorname {H} _{n}(X)=\ker(\partial _{n})/\operatorname {im} (\partial _{n+1})}를 취해 만들어진다.
{\displaystyle \dotsb {\overset {\partial _{n+1}}{\longrightarrow \,}}C_{n}{\overset {\partial _{n}}{\longrightarrow \,}}C_{n-1}{\overset {\partial _{n-1}}{\longrightarrow \,}}\dotsb {\overset {\partial _{2}}{\longrightarrow \,}}C_{1}{\overset {\partial _{1}}{\longrightarrow \,}}C_{0}{\overset {\partial _{0}}{\longrightarrow \,}}0}
위 사슬 복합체에 {\displaystyle \mathbb {Z} }와 사상 {\displaystyle \epsilon \colon \sum _{i}n_{i}\sigma _{i}\mapsto \sum _{i}n_{i}}을 추가해 다음과 같은 복합체를 얻는다.
{\displaystyle \dotsb {\overset {\partial _{n+1}}{\longrightarrow \,}}C_{n}{\overset {\partial _{n}}{\longrightarrow \,}}C_{n-1}{\overset {\partial _{n-1}}{\longrightarrow \,}}\dotsb {\overset {\partial _{2}}{\longrightarrow \,}}C_{1}{\overset {\partial _{1}}{\longrightarrow \,}}C_{0}{\overset {\partial _{0}=\epsilon }{\longrightarrow \,}}\mathbb {Z} \to 0}
위 복합체로 정의된 호몰로지 {\displaystyle \operatorname {\tilde {H}} _{n}(X)=\ker(\partial _{n})/\operatorname {im} (\partial _{n+1})}를 축소 호몰로지로 정의한다.
축소 코호몰로지도 마찬가지로 정의할 수 있다.

## 성질
축소 호몰로지는 원래 호몰로지에 비해 0차에서만 한 차원 낮고 나머지 차수에서는 동일하다.
{\displaystyle {\begin{aligned}H_{k}(X)&\cong \operatorname {\tilde {H}} _{k}(X),\quad k>0\\H_{0}(X)&\cong \operatorname {\tilde {H}} _{0}(X)\oplus \mathbb {Z} \end{aligned}}}
따라서 경로 연결 공간의 경우 {\displaystyle \operatorname {\tilde {H}} _{0}(X)\cong 0}이 된다.

## 사용
- 무어 공간은 축소 호몰로지가 한 차수를 제외하고 모두 0일 것을 요구한다.
- 알렉산더 쌍대성은 축소 (코)호몰로지를 쓰기 때문에 보다 간단하게 표현할 수 있다.
{\displaystyle \operatorname {\tilde {H}} _{k}(\mathbb {S} ^{n}\setminus X)\cong \operatorname {\tilde {H}} ^{n-k-1}(X)}